# Monica Romano (cestista)
Monica Romano (Pomigliano d'Arco, 3 marzo 1973) è un'ex cestista italiana.
Playmaker, ha giocato in Serie A1 con Messina.